# Хожаев, Далхан Абдулазизович
Далхан Абдулазизович Хожаев, Далхан Беноевский (1961—2000) — чеченский историк, политический деятель, полководец, бригадный генерал армии Ичкерии. Во время второй чеченской войны — начальник штаба Ахмеда Закаева и его ближайший соратник, автор книги «Чеченцы в Русско-Кавказской войне». Выходец из тайпа Беной.

## Биография
Родился в 1961 году в Грозном. В 1983 году окончил исторический факультет Чечено-Ингушского государственного университета. Историк. В 1985—1991 годах — методист станции юных туристов, научный сотрудник Республиканского объединённого музея. Часто печатался на темы истории чеченцев в республиканских газетах («Комсомольское племя/Республика» и «Ичкерия»), автор работ по истории национально-освободительного движения Чечни XIX века. Начальник Департамента архивов. 
В 1990 году член оргкомитета по созыву Первого чеченского общенационального съезда. С 1994 года — член кабинета министров и государственного совета обороны Чеченской Республики Ичкерия. Командовал бригадой особого назначения у Руслана Гелаева. Убит выстрелом из снайперской винтовки 26 июля 2000 года в селе Валерик, в частном домовладении. По одним данным в перестрелке с российским спецназом, однако военные отрицали свою причастность к его гибели и считали, что к его убийству имеет отношение Арби Бараев, давний враг Гелаева.